# 狼獾号列车
Wolverine是美國的旅客列車之一。1906年首次開行。1906年至1968年屬紐約中央鐵路公司。1968年被賓州中央鐵路公司接管。 1971年5月1日，美鉄再次從賓州中央鐵路公司手中接管“狼獾号列车”，此後“狼獾号列车”一直由美鉄運營至今。其綫路曾途徑加拿大。 詳見：
- Wolverine (纽约中央铁路公司)
- Wolverine (美铁)